# Аэропорт (Еврейская автономная область)
Аэропо́рт — село в Биробиджанском районе Еврейской автономной области, входит в состав Валдгеймское сельское поселение.

## География
Село Аэропорт стоит на левом берегу реки Бира.
Дорога к селу Аэропорт идёт на юго-восток от Биробиджана через сёла Птичник, Валдгейм, Красный Восток и Пронькино.
Расстояние до села Валдгейм около 12 км, расстояние до Биробиджана около 22 км.
На юг от села Аэропорт идёт дорога к селу Жёлтый Яр и далее до села Русская Поляна.

## Население
| 1992 | 2002 | 2010 |
| ---- | ---- | ---- |
| 68   | ↘60  | ↗62  |

## Улицы
В селе имеется одна улица — Центральная.

## Инфраструктура
В окрестностях села находится недействующий городской аэропорт МВЛ города Биробиджана «Жёлтый Яр».